# Кале - Гургец
Кале-Гургец је археолошко налазиште из позноримског и рановизантијског периода, а налази се код Горњег Бријања на подручју општине Бојник у Јабланичком округу. Овај локалитет се убраја у непокретна културна добра у Србији. Пошто није био предмет систематских археолошких истраживања, локалитет је временом постао мета неовлашћених ископавања.

## Историја
Археолошка ископавања на овом терену нису вршена, па је тешко констатовати тачно време настанка утврђења. Познато је да се на локалитету налазе остаци рановизантијске тврђаве. Пронађени су карактеристични бронзани новчићи из периода раног 6. века, те се сматра да настанак утврђења датира у рано византијско доба, за време владавине цара Јустинијана I. У том периоду, од 527. до 565. године, изграђен је или обновљен велики број утврђења у широј области Пусте реке, која је припадала византиској провинцији Средоземној Дакији.
Почевши од 2009. године, у јавности су почеле да се појављују вести о открићу извесних епиграфских споменика на овом локалитету. Према саопштењима приватних налазача, радило се о делимично сачуваном латинском натпису у коме је био поменут Tauresium, на основу чега је обликована претпоставка да локалитет представља Таурисион, родно место цара Јустинијана.